# Gustav Brühl (Autor)

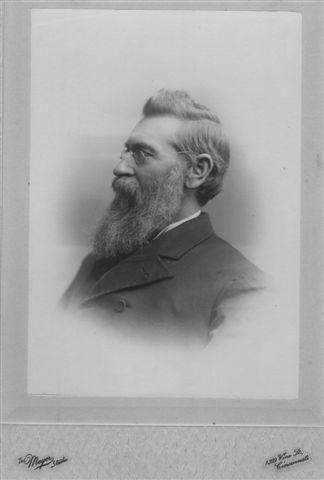
Gustav Brühl, vor 1903

Gustav Brühl (Pseudonym: Kara Giorg; * 31. Mai 1826 in Herdorf; † 16. Februar 1903 in Cincinnati) war ein Arzt, Dichter und Archäologe.

## Leben
Gustav Brühls Vater war Johannes Peter Brühl, königlicher Schichtmeister auf Hollertszug, Knappschaftsdirigent, Posthalter und Gastwirt.
1844 machte Brühl in Trier sein Abitur. Er studierte in München, Halle/Saale und Berlin Medizin, Philosophie und Geschichte. 1848 legte er das Examen als Mediziner und Doktorand in Berlin ab. Seine Abenteuerlust und die Wirren der Revolution in Deutschland im Jahre 1848 verschlugen ihn, gemeinsam mit seiner Frau Magdalene, nach Amerika, wo er die Erschließung des Kontinents durch die großen Trecks nach Westen und die Industrialisierung hautnah miterlebte. Er ließ sich in Cincinnati als Arzt nieder, begann das Schreiben und beschäftigte sich in seiner Freizeit mit der Archäologie. Bei einem folgenden Europaaufenthalt bildete sich Brühl in Wien und Prag in Laryngologie fort. Als er es als Arzt zu einigem Wohlstand gebracht hatte, bereiste er ganz Amerika von Alaska über Mexiko bis Chile, Teile des Orients und Europas. In Mexiko besuchte er die Maya-Tempelruinen in Yucatan. Seine Amerikareisen fasste er in seinem Werk Zwischen Alaska und Feuerland zusammen. Im letzten Teil dieses Werkes schilderte Brühl das Leben von Deutschen in Valparaiso und Santiago de Chile. Zahlreiche Dichtungen sind das Ergebnis seiner Reisen.

## Arbeit als Schriftsteller
Brühl brachte es mit zahlreichen Büchern zu internationaler Bekanntheit, zeitweise mit dem Pseudonym „Kara Giorg“, das er beispielsweise bei seinem 1870 erschienenen Gedichtband Poesie des Urwaldes verwendete. In seinen Dichtungen befasste er sich oft mit der Leistung der Deutschen in Übersee oder mit alten Indianersagen, die er vor der Vergessenheit schützen wollte. 1869/70 gründete er die Monatszeitschrift „Der Deutsche Pionier“ und die „Peter Claver Society for the Education of Colored Children“ in Amerika. 1903 erschien die episch-lyrische Dichtung Skanderbeg.

## Arbeit als Archäologe
Brühl beteiligte sich an den archäologischen Grabungen in Toris, der ersten griechischen Stadt am schwarzen Meer. Noch heute ist sein Name in der Bibliothek von Constanza zu lesen.